# Han (Luik)
Han is een plaats in de Belgische Ardennen in de provincie Luik in de gemeente Aywaille. De plaats ligt aan de rivier de Amblève.